# Alessandra Mussolini

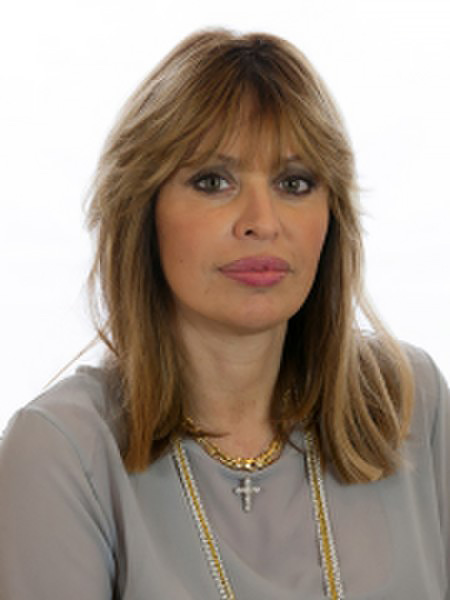
Alessandra Mussolini (2013)

Alessandra Mussolini (* 30. Dezember 1962 in Rom) ist eine faschistische italienische Politikerin. Sie ist Mitglied des Europäischen Parlaments. Von 1992 bis 2004 sowie von 2008 bis 2013 gehörte sie der italienischen Abgeordnetenkammer, anschließend bis 2014 dem Senat an. Die Enkelin des Diktators Benito Mussolini war zunächst Mitglied des neofaschistischen MSI bzw. von dessen Nachfolgepartei Alleanza Nazionale. Von 2003 bis 2009 führte sie die rechtsextreme Partei Azione Sociale. Danach schloss sie sich der Mitte-rechts-Sammelpartei Il Popolo della Libertà (PdL) bzw. 2013 der wieder gegründeten Forza Italia an. Im Europäischen Parlament gehört sie der Fraktion der Europäischen Volkspartei an. Vor ihrer politischen Karriere war Mussolini, protegiert durch ihre Tante Sophia Loren, auch als Schauspielerin und Model tätig.

## Leben

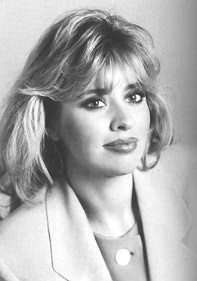
Alessandra Mussolini im Jahr 1994

### Privates
Alessandra Mussolini ist die Tochter von Anna Maria Villani Scicolone (* 1938) und des Jazz-Musikers Romano Mussolini. Ihr Großvater ist der faschistische Diktator Benito Mussolini, die Schauspielerin Sophia Loren ist ihre Tante.
Sie ist seit dem 28. Oktober 1989 verheiratet und hat drei Kinder, darunter den Profifußballer Romano Floriani Mussolini. Ihr Studium der Medizin schloss Mussolini 1994 ab. Im Jahr 2012 erhielt sie die Approbation als Ärztin.

### Karriere in der Unterhaltungsbranche
Sie versuchte sich als Schauspielerin und hatte ab 1972 mehrere Rollen in Kino- und TV-Produktionen. Ihre Karriere wurde von ihrer Tante Sophia Loren gefördert, die mit ihr in den Filmen Die Sünde (Bianco, rosso e…) (1972), Ein besonderer Tag (1977), Ein bisschen blond (Qualcosa di biondo) (1984) und Samstag, Sonntag, Montag (Sabato, domenica e lunedì) (1990) auftrat. Nach ihrem Mitwirken im israelischen Actionfilm Phantom Fighters (1990) beendete sie ihre insgesamt erfolglose Schauspielkarriere.
Sophia Loren verhalf ihrer Nichte hernach zu einer weiteren kurzen Karriere als Fotomodell, so dass sie im Magazin "Playboy" posierte.
Weiterhin veröffentlichte Mussolini im Jahr 1982 die Single Love is Love und das Album Amore und ließ sich im August 1983 für das Titelblatt des italienischen Playboy in einem tief ausgeschnittenen, durchscheinenden Top ablichten. In Deutschland erschien eine Bilderstrecke mit erotischen Bildern von Mussolini im November-Heft 1983 der deutschen Ausgabe des Playboy-Magazins.

### Politische Karriere
1992 wurde Alessandra Mussolini im Wahlkreis Neapel Abgeordnete der Italienischen Abgeordnetenkammer für die neofaschistische Movimento Sociale Italiano (MSI), wo sie zugleich Mitglied des Vorstandes war. Aus der MSI ging 1995 unter gleicher Führung die nationalkonservative Alleanza Nazionale hervor. Mit der Neugründung wollte der Vorsitzende Gianfranco Fini auch „Duce-Nostalgien“ verbannen. Die Enkelin des Duce betrachtete dies mit Argwohn.
Im Jahr 1996 kam es zu ernsten Differenzen mit Fini, die sie zu einem Parteiaustritt bewogen, den sie später jedoch zurückzog. Der Grund für die Auseinandersetzung war Finis Distanzierung von einigen Aspekten des Faschismus.
2002 kam es erneut zu Differenzen, bei denen sie Fini vorwarf, die Partei, die zu diesem Zeitpunkt als Teil von Silvio Berlusconis Mitte-rechts-Bündnis Casa delle Libertà in Regierungsverantwortung stand, immer mehr in gemäßigte Gewässer zu steuern. Sie verlor auch diese Auseinandersetzung, blieb aber trotzdem Mitglied des italienischen Parlaments. Als Fini zur Image-Umbildung der Partei Ende 2003 Israel besuchte und dort den Faschismus mit Bezug auf die antisemitischen italienischen Rassengesetze von 1938 und den Holocaust als „Teil der Epoche des absoluten Bösen“ verurteilte, kam es endgültig zum Bruch, woraufhin sie die Partei verließ.
Mit mehreren faschistischen Hardlinern gründete sie daraufhin die rechtsextreme Libertà di Azione (später: Azione Sociale). Sie führte diese für die Wahlen zum Europäischen Parlament 2004 in eine Koalition namens „Alternativa sociale: Lista Mussolini“. In dieser Koalition befanden sich neben der Azione Sociale die Fronte Sociale Nazionale, Fiamma Tricolore und Forza Nuova. In politischen Stellungnahmen und in ihrer Wahlwerbung lehnt sie sich immer wieder direkt an die Ideologie des Faschismus an. Ihre Liste erhielt 1,2 Prozent der Stimmen und Mussolini zog als einzige Abgeordnete ins Europäische Parlament ein. Dort war sie Mitglied im Ausschuss für bürgerliche Freiheiten, Justiz und Inneres sowie Delegierte in der Parlamentarischen Versammlung Europa-Mittelmeer. Von Januar bis November 2007 war Mussolini Vorstandsmitglied der kurzlebigen rechtsextremen Fraktion Identität, Tradition, Souveränität (mit Abgeordneten u. a. der französischen Front National und der Großrumänien-Partei), davor und danach war sie fraktionslos.
Am 17. November 2004 wurde sie vom Parteivorsitzenden der NPD, Udo Voigt, im Europäischen Parlament in Straßburg besucht. Bei diesem Zusammentreffen sicherte sie ihm ihre Unterstützung für „nationale deutsche Anliegen“ im Europäischen Parlament zu. Als EU-Parlamentarierin erweiterte sie neben der Zusammenarbeit mit der NPD auch die Kontakte zur FPÖ. Anlässlich des Skandals rund um Paolo Di Canio, den Kapitän von Lazio Rom, wegen eines „römischen Grußes“ (ausgestreckter rechter Arm) im Mai 2005 sagte Mussolini, dass sie „zutiefst gerührt“ war, und bot ihm einen Posten in ihrer Partei an. Während der Wahlkampagne für die Parlamentswahlen 2006 bekannte sie sich nochmals offen als Faschistin und fiel mehrmals durch heftige Auseinandersetzungen mit ihren Gegnern auf. Aufgrund der Wahlresultate (ca. 0,66 Prozent der Stimmen) schaffte ihre Partei nicht den Einzug ins Parlament.
2008 zog sie jedoch – dank eines Bündnisses mit ihrer alten Partei Alleanza Nazionale und Silvio Berlusconis Forza Italia auf der Mitte-rechts-Liste Popolo della Libertà (PdL) – als Vertreterin des Wahlkreises Kampanien 1 wieder in die Abgeordnetenkammer ein, der sie bis 2013 angehörte. Mit dem Aufgehen ihrer Partei Azione Sociale in der Mitte-rechts-Sammelpartei PdL, in der auch FI und AN im März 2009 fusionierten, war Alessandra Mussolini wieder mit Fini in einer Partei vereint, bis jener im August 2010 die Fraktion und später eigenständige Partei Futuro e Libertà per l’Italia (Zukunft und Freiheit für Italien) gründete. Bei der Parlamentswahl im Februar 2013 errang sie einen Sitz im italienischen Senat, wo sie ebenfalls die Region Kampanien vertrat. Bei der Spaltung der PdL im selben Jahr schloss sich Mussolini der wiedergegründeten Forza Italia Silvio Berlusconis an. Für diese wurde sie 2014 erneut ins Europäische Parlament gewählt, wo sie diesmal in der christdemokratischen EVP-Fraktion saß und erneut Mitglied im Ausschuss für bürgerliche Freiheiten, Justiz und Inneres war.
Bei der Kommunalwahl in Rom im Juni 2016 trat sie auf der Liste der Forza Italia an, erhielt aber nicht genug Stimmen für einen Sitz im Gemeinderat. 2018 trat sie aus der Forza Italia aus, kehrte aber vor der Europawahl im Mai 2019 in die Partei zurück. Bei dieser verlor Forza Italia die Hälfte ihrer Sitze und Mussolini erhielt zu wenig Vorzugsstimmen für einen Wiedereinzug. Im Dezember 2020 kündigte sie ihren Rückzug aus der Politik an. Am 2. November 2022 rückte sie jedoch für ihren Parteikollegen Antonio Tajani, der Außenminister im Kabinett Meloni wurde, ins Europaparlament nach.

### Politische Positionen
In ihren Positionen orientiert sich Alessandra Mussolini inhaltlich an dem System des Faschismus unter dem früheren italienischen Diktator Benito Mussolini, welches sie auch oftmals lobt. Als Begründung für die Zusammenarbeit mit dem Bündnis unter Berlusconi nannte sie 2006 als übereinstimmende Forderungen die Lockerung des Kündigungsschutzes und strengere Einwanderungsgesetze. Sie selbst sieht sich als wertkonservativ an und kritisiert dabei Muslime und Schwule, wobei ein bekanntes Zitat von ihr „besser Faschistin als schwul“ lautet. Nach eigenen Angaben möchte Mussolini stärker als Berlusconi Wähler aus der Mittel- und Unterschicht ansprechen. Dementsprechend wirbt sie beispielsweise in der Öffentlichkeit damit, dass zur Zeit des Faschismus schwangere Frauen nicht arbeiten mussten, und fordert verstärkten Einsatz von Soldaten in Italien mit der Begründung, dass dadurch der Missbrauch von Frauen verhindert würde.